# Tacciana Chaładowicz
Tacciana Uładzimirauna Chaładowicz (biał. Таццяна Уладзіміраўна Халадовіч; ur. 21 czerwca 1991 w Pińsku) – białoruska lekkoatletka specjalizująca się w rzucie oszczepem.
Bez awansu do finału startowała na mistrzostwach świata juniorów w Bydgoszczy (2008) i w Moncton (2010). W 2014 zajęła piąte miejsce podczas europejskiego czempionatu w Zurychu. Mistrzyni uniwersjady z Gwangju (2015). W tym samym roku startowała na mistrzostwach świata w Pekinie, nie przechodząc przez rundę eliminacyjną. W 2016 została w Amsterdamie mistrzynią Europy. W tym samym roku zajęła 5. miejsce na igrzyskach olimpijskich w Rio de Janeiro. Rok później podczas mistrzostw świata w Londynie uplasowała się na szóstej pozycji.
Wielokrotna złota medalistka mistrzostw Białorusi oraz reprezentantka kraju w pucharze Europy rzutach i drużynowych mistrzostwach Europy.
Rekord życiowy: 67,47 (7 czerwca 2018, Oslo). Wynik ten jest aktualnym rekordem Białorusi.

## Osiągnięcia
| Rok  | Impreza                                 | Miejsce               | Lokata             | Wynik |
| ---- | --------------------------------------- | --------------------- | ------------------ | ----- |
| 2008 | Mistrzostwa świata juniorów             | Bydgoszcz             | el. – 16. miejsce  | 48,33 |
| 2010 | Zimowy puchar Europy w rzutach          | Arles                 | 11. miejsce (U-23) | 46,61 |
| 2010 | Mistrzostwa świata juniorów             | Moncton               | el. – 21. miejsce  | 45,99 |
| 2011 | Zimowy puchar Europy w rzutach          | Sofia                 | 7. miejsce (U-23)  | 51,33 |
| 2012 | Zimowy puchar Europy w rzutach          | Bar                   | 6. miejsce (U-23)  | 52,66 |
| 2013 | Zimowy puchar Europy w rzutach          | Castellón de la Plana | 3. miejsce (U-23)  | 55,74 |
| 2013 | Superliga drużynowych mistrzostw Europy | Gateshead             | 6. miejsce         | 53,77 |
| 2014 | Zimowy puchar Europy w rzutach          | Leiria                | 5. miejsce         | 58,71 |
| 2014 | I liga drużynowych mistrzostw Europy    | Tallinn               | 1. miejsce         | 58,33 |
| 2014 | Mistrzostwa Europy                      | Zurych                | 5. miejsce         | 61,66 |
| 2015 | Zimowy puchar Europy w rzutach          | Leiria                | 7. miejsce         | 56,82 |
| 2015 | Superliga drużynowych mistrzostw Europy | Czeboksary            | 2. miejsce         | 61,08 |
| 2015 | Uniwersjada                             | Gwangju               | 1. miejsce         | 60,45 |
| 2015 | Mistrzostwa świata                      | Pekin                 | el. – 21. miejsce  | 60,07 |
| 2016 | Mistrzostwa Europy                      | Amsterdam             | 1. miejsce         | 66,34 |
| 2016 | Igrzyska olimpijskie                    | Rio de Janeiro        | 5. miejsce         | 64,60 |
| 2017 | Superliga drużynowych mistrzostw Europy | Lille                 | 2. miejsce         | 64,60 |
| 2017 | Mistrzostwa świata                      | Londyn                | 6. miejsce         | 64,05 |
| 2018 | Mistrzostwa Europy                      | Berlin                | 5. miejsce         | 60,92 |
| 2019 | Puchar Europy w rzutach                 | Šamorín               | 1. miejsce         | 65,89 |
| 2019 | Igrzyska europejskie                    | Mińsk                 | 1. miejsce         | 67,22 |
| 2019 | I liga drużynowych mistrzostw Europy    | Sandnes               | 1. miejsce         | 61,17 |
| 2019 | Mecz Europa – USA                       | Mińsk                 | 2. miejsce         | 64,41 |
| 2019 | Mistrzostwa świata                      | Doha                  | 6. miejsce         | 62,54 |
| 2021 | Puchar Europy w rzutach                 | Split                 | 3. miejsce         | 62,88 |
| 2021 | Igrzyska olimpijskie                    | Tokio                 | el. – 13. miejsce  | 60,78 |